# Farsta (stacja metra)
Farsta – powierzchniowa stacja sztokholmskiego metra, leży w Sztokholmie, w Söderort, w dzielnicy Farsta, w części Farsta. Na zielonej linii metra T18, między Hökarängen a Farsta strand. Dziennie korzysta z niej około 10 100 osób.
Stacja znajduje się na wiadukcie nad Kroppaplanem i Munkforsplanem. Ma jedno wyjście zlokalizowane na rogu Kroppaplanu i Larsbodavägen. 
Otworzono ją 19 listopada 1958 wraz z odcinkiem Hökarängen-Farsta. Do 29 sierpnia 1971 była to stacja końcowa linii T18. Linię przedłużono następnie do Farsty strand. Ma jeden peron.

## Sztuka
- Förvandlingar i luftrummet, trójwymiarowe akwarele w hali biletowej, Gunnar Larson, 1982[3]

## Czas przejazdu
| Linia | Stacja        | Czas przejazdu | Stacja                                                   | Czas przejazdu                     |
| T18   | Alvik         | 36 min         | Skärmarbrink Gullmarsplan Slussen Gamla stan T-Centralen | 12 min 14 min 18 min 19 min 23 min |
| T18   | Farsta strand | 3 min          | Skärmarbrink Gullmarsplan Slussen Gamla stan T-Centralen | 12 min 14 min 18 min 19 min 23 min |

## Otoczenie
W najbliższym otoczeniu stacji znajdują się:
- Centrumkyrkan
- Farsta gymnasium
- Farsta simhall
- Farsta idrottshall
- Farsta idrottsplan
- Hästhagensskolan
- Hästhagens bollplan
- Västbodaskolan
- Västboda bollplan